# Myobradypterygius
Myobradypterygius — вимерлий рід іхтіозаврів-офтальмозаврів з ранньої крейди Аргентини і, можливо, також Чилі. Відомий один вид, M. hauthali, який колись вважався одним із видів Platypterygius. Вважається, що Myobradypterygius був невеликим іхтіозавром із приблизною загальною довжиною тіла 3,5 метри.